# 泉ユリ
泉 ユリ（いずみ ユリ、1946年10月14日 - ）は、日本の女優である。泉 ゆりと表記された作品も存在する。出生名中村 しげこ（なかむら しげこ）、婚姻後本名坂本 しげこ（さかもと しげこ）。高校卒業直後の1965年（昭和40年）4月、独立系の成人映画に主演して映画界にデビューする。以降、黎明期であった当初から1985年（昭和60年）まで20年間、群小プロダクション各社から大蔵映画、ワールド映画、プリマ企画の作品や、東映京都撮影所若手による「東映ニューポルノ」を含め、約300本の映画に出演したヴェテラン女優であった。

## 人物・来歴

### 成人映画の時代
1946年（昭和21年）10月14日、第二次世界大戦終了から1年を経た東京都京橋区明石町（現在の東京都中央区明石町）に生まれる。
1962年（昭和37年）3月、大田区立蓮沼中学校を卒業して、同年4月、東京都立大森高等学校に進学する。1965年（昭和40年）3月、同校を卒業すると、友人が独立系の成人映画の女優になった縁でみずからも映画界に入り、当時、渋谷区円山町に所在した東京企画（代表・三田浩）が製作した『情事の罠』に主演、同作は同年4月に公開され、満18歳でデビューすることになる。同作の監督としてクレジットされた「月森功」とは、新東宝・大蔵映画出身の小林悟である。以降、1966年（昭和41年）7月公開の『非公開の激情』（監督小角高治）まで、立て続けに9作、東京企画の作品に主演した。『日本映画発達史』の田中純一郎は、同書のなかで黎明期の成人映画界のおもな出演者として、扇町京子、橘桂子、城山路子（光岡早苗と同一人物）、内田高子、香取環、新高恵子、松井康子、西朱実、朝日陽子、火鳥こずえ、華村明子、森美沙、湯川美沙、光岡早苗、路加奈子、有川二郎、里見孝二、川部修詩、佐伯秀男の名を挙げているが、泉の名は挙げられていない。しかしながら泉は、1965年という初期の時期にデビュー、連続的に主演しており、変名とはいえ田中が同様に黎明期のおもな脚本家・監督として挙げた小林悟の作品にも出演している。独立系成人映画の初期を代表する女優である。『日本映画俳優全集・女優編』の泉の項を執筆した小田克也によれば、「女性の情感を漂わせるムードのある艶技で人気者にな」ったという。
東京企画が活動を停止するとともに、ワールド映画、日本シネマ（代表・鷲尾飛天丸）の作品に出演するようになる。1967年（昭和42年）5月31日に公開された小川欽也監督の『生首情痴事件』では、大蔵貢の経営する大手の大蔵映画による同作において準主演に抜擢されている。1969年（昭和42年）4月公開の『濡れた裸身』（製作・主演香取環、監督佐々木元）に出演して以降、西原儀一率いる葵映画に1980年代に至るまで多く出演した。小田克也によれば、西原は「女の情念をえぐれば定評のある」監督であり、西原と泉のタッグによる作品で、泉は「愛を裏切った男に対して憎悪や怨念をたたきつけるような激情に燃える女を演じたら恐いほどの迫力を見せ」たという。
1971年（昭和46年）に日活ロマンポルノが開始されるまでは、邦画五社の配給作品に出演することはなかったが、ワールド映画の営業部長であった藤村政治が設立したプリマ企画が製作した真湖道代主演、代々木忠脚本、中村幻児監督による成人映画『完全なる同性愛』に出演、同作は日活が配給して公開されており、以降、「プリマ企画製作・日活配給」によるロマンポルノに出演する。1972年（昭和47年）、同業者の俳優、坂本昭と結婚した。1974年（昭和47年）3月16日に公開された本田達男監督の『痴情ホテル』に出演、依田智臣、深尾道典、牧口雄二、荒井美三男ら東映京都撮影所の若手監督による「東映ニューポルノ」への出演を開始している。牧口雄二監督の『玉割り人ゆき 西の廓夕月楼』（1976年2月14日公開）や『戦後猟奇犯罪史』（同年6月19日公開）、『徳川女刑罰絵巻 牛裂きの刑』（同年9月4日公開）のほか、川谷拓三主演、深尾道典脚本、依田智臣監督による『史上最大のヒモ 濡れた砂丘』（1974年12月21日公開）では、大役をこなした。長く主演を張る傍ら、新人女優のための代役、ボディダブルも多くこなしたという。
『日本映画俳優全集・女優編』が発行された1980年（昭和55年）12月31日の段階では、デビュー15周年を迎えてもまったくの現役であったが、さらに5年を経た1985年（昭和60年）5月22日に公開されたにっかつロマンポルノ『制服肉奴隷』（監督すずきじゅんいち）を最後に、出演作の記録がみられない。同作公開時には満38歳であった。以降の消息は知られておらず、存命であれば2014年（平成26年）には満68歳である。

### 再評価
2006年（平成18年）7月23日 - 同年8月26日、ラピュタ阿佐ヶ谷で行われた「盛夏納涼 和製ホラームービー・コレクション」特集上映で、出演作『生首情痴事件』（8月6日 - 同12日）が35mmフィルム版上映用プリントで上映された。
2010年（平成22年）11月27日 - 2011年（平成23年）2月4日にラピュタ阿佐ヶ谷で行なわれた「東映カルトプリンス 牧口雄二の世界」の特集上映で、同監督への泉の出演作『玉割り人ゆき 西の廓夕月楼』（12月4日 - 同10日）、『戦後猟奇犯罪史』（12月18日 - 同25日）、『徳川女刑罰絵巻 牛裂きの刑』（1月7日 - 同14日）のすべてが35mmフィルム版上映用プリントで上映された。『玉割り人ゆき 西の廓夕月楼』は、2013年（平成25年）7月6日 - 同年9月13日に同館で行なわれた「復活! 東映ニューポルノのDeepな世界」の特集上映でも再度上映されている（8月24日 - 同30日）。同年2月8日 - 同11日に神戸映画資料館で行なわれた「ピンク映画50周年特別上映会 映画監督・渡辺 護の時代」の特集上映で、出演作『男と女の肉時計』（監督向井寛、1968年公開）、『素肌が濡れるとき』（監督梅沢薫、1971年4月公開）の2作がいずれも16mmフィルム版上映用プリントで上映された。

## おもなフィルモグラフィ
300作を超えるといわれる出演作 のうち、各種資料で確認できる作品の一覧であり、クレジットはすべて「出演」である。東京国立近代美術館フィルムセンター（NFC）等の所蔵・現存状況についても記す。

### 1965年
- 『情事の罠』 : 製作三田浩、監督月森功、製作東京企画、1965年4月公開（成人映画・映倫番号 13946） - 主演
- 『0の抵抗』 : 製作三田浩、監督月森功、製作東京企画、1965年5月審査・公開（成人映画・映倫番号 不明） - 主演
- 『女子学生を狙え!』 : 製作三田浩、企画三島佳子、監督難波敏夫、原案井沢真太郎、脚本小園くに子、製作東京企画、1965年6月審査・公開（成人映画・映倫番号 不明） - 主演
- 『愛欲の叫び』 : 製作三田浩、企画三島佳子、監督高野平、製作東京企画、1965年9月公開（成人映画・映倫番号 14124） - 主演・「みゆき」役
- 『女高生日記』 : 製作三田浩、企画三島佳子、監督斎藤功、脚本小園くに子、製作東京企画、1965年10月19日公開（成人映画・映倫番号 14222） - 主演
- 『だかれて泣け』 : 製作三田浩、企画三島佳子、監督月森功、製作東京企画、1965年12月公開[2]（1966年1月公開とも[11]、成人映画・映倫番号 14310） - 主演

### 1966年
- 『肉体の階段』 : 監督松井文、製作東京企画、1966年2月公開（成人映画・映倫番号 14355） - 主演
- 『十七才の体験』 : 監督小角高治、脚本小園くに子、製作ゴールド映画、配給東京企画、1966年3月22日公開[2]（4月公開とも[11]、成人映画・映倫番号 14504） - 主演
- 『非公開の激情』 : 製作矢野正富、企画千葉佳子、監督小角高治、製作東京企画、1966年7月公開（成人映画・映倫番号 不明） - 主演
- 『生娘』（キムスメ） : 企画千葉実、製作・監督山本晋也、共演志摩みはる・香取環、製作山本プロダクション、配給日本シネマフィルム、1966年8月2日公開（成人映画・映倫番号 14549） - 主演、69分の上映用プリントをNFCが所蔵[6]
- 『肌に泣く女』 : 製作山辺信雄、監督松原次郎、脚本三樹英樹、主演新高恵子、製作ヤマベプロダクション、1966年10月公開（成人映画・映倫番号 不明）

### 1967年
- 『恍惚の夜』 : 監督高野平、主演飛鳥公子、製作美松プロダクション、1967年2月公開（成人映画・映倫番号 不明）
- 『泣きどころ』 : 製作菜穂俊一、企画日映フィルム、監督小川欽也、主演火鳥こずえ・辰巳のり子、製作・配給ワールド映画、1967年4月公開（成人映画・映倫番号 不明）
- 『生首情痴事件』 : 監督小川欽也、主演鶴岡八郎・火鳥こずえ、製作・配給大蔵映画、1967年5月31日公開（成人映画・映倫番号 不明） - 出演・「木下マチ子」役、72分の上映用プリントが現存[15]
- 『若い刺激』 : 監督・脚本武田有生、製作武田プロダクション、配給大蔵映画、1967年6月24日公開（成人映画・映倫番号 14931） - 主演
- 『女体蒸発』 : 監督福井晴一、製作・配給日本シネマ、1967年7月18日公開（成人映画・映倫番号 14993） - 主演・「OL」役
- 『ダブル・エッチ』 : 企画・製作菜穂俊一、監督奥脇敏夫、主演松井康子・清水世津、製作・配給ワールド映画、1967年9月公開（成人映画・映倫番号 不明） - 出演・「田代雪子（18才）」役
- 『悪道魔十年』（『悪道庵十年』） : 総監督小森白、監督渡辺護・山本晋也、主演美矢かほる・谷ナオミ、製作東京興映、1967年10月公開（成人映画・映倫番号 不明） - 出演・「慈戒の絵のモデル」役

### 1968年 - 1969年
- 『夜の歓楽街 あな探し』[11]（『[夜の歓楽境 あな探し』[1]） : 製作上松宗夫、監督向井寛、製作上松プロダクション、配給日映、1968年公開（成人映画・映倫番号 不明） - 主演
- 『夜の本番 未亡人ご指名』[11]（『未亡人ご指名 夜の本番』） : 製作上松宗夫、監督向井寛、製作上松プロダクション、配給日映、1968年公開（成人映画・映倫番号 不明） - 主演
- 『男と女の肉時計』 : 製作上松宗夫、監督向井寛、主演柴田美穂、製作上松プロダクション、配給日映、1968年公開（成人映画・映倫番号 不明） - 出演、58分の16mmフィルム版上映用プリントが現存する[18]
- 『濡れた裸身』 : 製作・主演香取環、監督佐々木元、製作・配給葵映画、1969年4月公開（成人映画・映倫番号 15827）
- 『まくらの悪戯』 : 監督酒匂真直、主演珠瑠美、製作プロモーション企画、配給六邦映画、1969年9月22日審査・公開（成人映画・映倫番号 16072）

### 1971年
- 『素肌が濡れるとき』 : 監督梅沢薫、主演真湖道代、製作ワールド映画、配給大蔵映画、1971年4月公開（成人映画・映倫番号 16746） - 出演、70分の16mmフィルム版上映用プリントが現存する[18]
- 『戦後売春地 夜の生態』[7]（『夜の生態』[13]） : 監督佐々木元、主演白川和子、製作ワールド映画、配給大蔵映画、1971年5月公開（成人映画・映倫番号 16776）
- 『のぞきのテクニック』[6]（『覗きのテクニック』[3][11]） : 製作馬場内弘、監督梅沢薫、主演真湖道代、製作・配給日本シネマ、1971年6月16日審査・公開（成人映画・映倫番号 16827） - 出演、71分の上映用プリントをNFCが所蔵[6]
- 『変態魔の行状』 : 製作加賀天、監督梅沢薫、主演真湖道代、製作・配給日本シネマ、1971年8月3日審査・公開（成人映画・映倫番号 16879） - 出演、70分の上映用プリントをNFCが所蔵[6]
- 『あゝSEX いじめられたりいじめたり』[3]（『あ〜SEX いじめられたり、いじめたり』[11]） : 監督早坂絋、主演藤ひろ子、製作青春群像、配給ミリオンフイルム、1971年8月21日審査・公開（成人映画・映倫番号 不明）
- 『壺さがし三番勝負』[3][6]（『つぼさがし三番勝負』[7][11]） : 監督佐々木元、製作・配給日本シネマ、1971年9月7日審査・公開（成人映画・映倫番号 16894） - 出演、73分の上映用プリントをNFCが所蔵[6]
- 『性の炎情』 : 監督佐々木元、高見由紀、製作ワールド映画、配給大蔵映画、1971年9月公開（成人映画・映倫番号 不明）
- 『試し寝』 : 製作加賀天、監督梅沢薫、主演白川和子、製作・配給日本シネマ、1971年10月9日審査・公開（成人映画・映倫番号 16931） - 出演、74分の上映用プリントをNFCが所蔵[6]
- 『先天性色魔』 : 監督木俣堯喬、主演珠瑠美、製作・配給ミリオンフイルム、1971年8月27日審査・10月公開（成人映画・映倫番号 16888）
- 『(秘)欲情物語 ボディー洗い』[6][11]（『ボディ洗い』[7]） : 製作馬場内弘、監督佐々木元、主演東祐里子、製作・配給日本シネマ、1971年11月10日審査・公開（成人映画・映倫番号 16975） - 出演・「よさみ」役、67分の上映用プリントをNFCが所蔵[6]
- 『未亡人の性典』 :  監督秋山駿、主演小島マリ、製作ワールド映画、配給大蔵映画、1971年12月公開（成人映画・映倫番号 17009）
- 『完全なる同性愛』 : 監督中村幻児、脚本代々木忠、主演真湖道代、製作プリマ企画、配給日活、1971年12月1日公開（成人映画・映倫番号 不明） - 出演[12]
- 『吸いつく白い肌』 : 監督秋山駿、主演大月麗子、製作プリマ企画、配給日活、1971年12月29日公開（成人映画・映倫番号 不明） - 出演[12]

### 1972年
- 『濡れた処女愛』 : 監督梅沢薫、主演志野原千恵・真湖道代、製作プリマ企画、配給日活、1972年1月8日公開（成人映画・映倫番号 不明） - 出演[12]
- 『獣欲』 : 監督今井敏夫、主演杉村久美、製作・配給大蔵映画、1972年2月28日審査・3月公開（成人映画・映倫番号 17108）
- 『幼ない性と熟した性』 : 監督佐々木元、主演一星ケミ・青山美沙、製作ワールド映画、配給大蔵映画、1972年2月公開（成人映画・映倫番号 17064）
- 『続・世界セックス大全集』 : 監督沢賢介、主演滝えみ、製作関東ムービー配給社、配給大蔵映画、1972年5月公開（成人映画・映倫番号 不明）
- 『性と生活 ネオン裏の25時』[7][11]（『ネオン裏の25時』[3]） : 監督秋津隆二、主演宮下順子、製作AV企画、配給ミリオンフイルム、1972年4月5日公開（成人映画・映倫番号 17162）
- 『プロセックス』 : 監督小川欽也、共演林美樹、製作・配給大蔵映画、1972年5月10日審査・7月公開（成人映画・映倫番号 17183） - 主演
- 『ブロンド娘の色狂い』 : 監督小川卓寛、共演林美樹、製作・配給大蔵映画、1972年6月7日審査・7月公開（成人映画・映倫番号 17208） - 主演
- 『性神風土記5 女狐の神秘』 : 監督若林孟、共演三枝洋子・沖さとみ、製作プリマ企画、配給日活、1972年7月27日公開（成人映画・映倫番号 不明） - 主演[12]
- 『女は愛に濡れる』 : 企画・製作菜穂登（菜穂俊一）、監督小金井次郎、共演東祐里子・青山美沙、製作・配給ワールド映画、1972年8月公開（成人映画・映倫番号 17303） - 主演・「山岸春江」役
- 『性豪おんな競べ』 : 監督加奈沢史郎、製作・配給ワールド映画、1972年9月公開（成人映画・映倫番号 17330） - 主演
- 『女の谷に悪魔が棲む』 : 監督関谷四郎、主演仲裕美、製作・配給葵映画、1972年9月公開（成人映画・映倫番号 17341）
- 『感泣の絶叫』 : 監督小金井次郎、共演東祐里子、製作・配給ワールド映画、1972年10月公開（成人映画・映倫番号 17381） - 主演
- 『愛憎のからみ』 : 監督千葉隆志、脚本西原儀一、製作・配給葵映画、1972年10月公開（成人映画・映倫番号 17375） - 主演
- 『欲情七ッ道具』[13]（『欲情七ツ道具』[7]） : 監督小金井次郎[13]（加奈沢史郎[7]）、主演東祐里子、配給ワールド映画、配給大蔵映画、1972年11月公開（成人映画・映倫番号 17419）
- 『執念の花芯 現代性解放論』[11]（『現代性解放論』[3][7]） : 監督千葉隆志、脚本西原儀一、製作・配給葵映画、1972年12月公開（成人映画・映倫番号 17468） - 主演
- 『痴漢天国』 : 監督関孝二、関東ムービー配給社、配給大蔵映画、1972年12月公開（成人映画・映倫番号 17429） - 主演
- 『第3の色魔』 : 監督小金井次郎、主演東祐里子、配給ワールド映画、配給大蔵映画、1972年12月公開（成人映画・映倫番号 17452）

### 1973年
- 『脱獄犯のバラード 愛欲への暴走』[11]（『愛欲への暴走』[7]） : 製作・監督・脚本西原儀一、主演林美樹、共演乱孝寿、製作・配給葵映画、1973年1月公開（成人映画・映倫番号 17498）
- 『ポルノ婦人科』 : 監督中村幻児、共演沖さとみ、製作・配給ミリオンフイルム、1973年2月公開（成人映画・映倫番号 17476） - 主演
- 『エロチック教室』 : 監督小金井次郎、主演東祐里子、製作・配給ワールド映画、1973年3月公開（成人映画・映倫番号 17515）
- 『淫蕩日誌』 : 監督・脚本西原儀一、製作・配給葵映画、1973年5月公開（成人映画・映倫番号 17608） - 主演
- 『男と女 ポルノ四十八態』[6](『ポルノ四十八態』[7]） : 製作・脚本小諸次郎、企画津島友孝、監督唐沢二郎、製作青年群像、配給ミリオンフィルム、1973年6月公開（成人映画・映倫番号 17615） - 出演・「真知子」役、67分の上映用プリントをNFCが所蔵[6]
- 『合鍵で?どうぞ』 : 監督小川卓寛、共演城新子、製作・配給大蔵映画、1973年6月公開（成人映画・映倫番号 17646） - 主演
- 『性愛秘伝』 : 監督小川卓寛、主演林美樹・城新子、製作・配給大蔵映画、1973年7月公開（成人映画・映倫番号 17665）
- 『痴漢クラブ 熱い肌の誘惑』[6]（『熱い肌の誘惑』[7]） : 製作・脚本小諸次郎、企画津島友孝、監督早坂絋、製作青年群像、配給ミリオンフィルム、1973年7月公開（成人映画・映倫番号 17719） - 主演・「麻沙子」役、64分の上映用プリントをNFCが所蔵[6]
- 『にっぽん セックス地帯』 : 企画・製作菜穂俊一、監督影山明文、製作ワールド映画、配給OP映画配給、1973年8月審査・9月公開（成人映画・映倫番号 17779） - 出演、30分の上映用プリントをNFCが所蔵[6]
- 『裸の接点』 : 監督・脚本西原儀一、主演青野リマ、製作・配給葵映画、1973年9月公開（成人映画・映倫番号 17769）
- 『競馬狂列伝 穴を狙え 秘部の性典』[11]（『秘部の性典』[7]） : 監督・脚本西原儀一、主演城新子、製作・配給葵映画、1973年10月公開（成人映画・映倫番号 17831）
- 『本能の嘆き 女殺しの吹き溜まり』[11]（『女殺しの吹きだまり』[7]） : 監督・脚本西原儀一、製作・配給葵映画、1973年11月公開（成人映画・映倫番号 17863） - 主演
- 『性とSEX』 : 監督小川卓寛、主演城新子、製作・配給大蔵映画、1973年11月公開（成人映画・映倫番号 17804）
- 『性宴五人妻』 : 監督影山明文、主演真湖道代、製作・配給ワールド映画、1973年12月公開（成人映画・映倫番号 17879）

### 1974年
- 『発情 おんな寝物語』 : 製作・脚本小諸次郎、企画津島友孝、監督唐沢二郎、製作・配給ミリオンフィルム、1974年1月公開（成人映画・映倫番号 17885） - 出演、64分の上映用プリントをNFCが所蔵[6]
- 『好色性教育』 : 監督影山明文、製作・配給ワールド映画、1974年2月公開（成人映画・映倫番号 17925）
- 『性の魔性』 : 監督・脚本西原儀一、製作・配給葵映画、1974年2月公開
- 『女湯淫情記』 : 監督関孝二、製作・配給関東ムービー配給社、1974年3月公開 - 主演
- 『痴情ホテル』 : 監督本田達男、製作東映京都撮影所、配給東映、1974年3月16日公開（成人映画・映倫番号 17860） - 出演・「女の客」役
- 『浮気の報酬 よろめき』 : 監督・脚本西原儀一、製作・配給葵映画、1974年4月公開
- 『現代夫婦の性 うずき』 : 監督・脚本西原儀一、主演小杉じゅん、製作・配給葵映画、1974年6月公開
- 『情事の果て』 : 製作矢田照彦、監督佐々木元、共演青山リマ・東祐里子、製作GMN、配給日活、1974年7月6日公開 - 主演・「名取絹江」役
- 『処女・若妻・未亡人 貞操強盗』 : 監督本田達男、主演宮瀬健二・松井康子、製作東映京都撮影所、配給東映、1974年7月17日公開（成人映画・映倫番号 18008） - 出演・「若妻」役
- 『裂け目』 : 監督・脚本西原儀一、製作・配給葵映画、1974年7月公開
- 『淫花』 : 監督・脚本西原儀一、製作・配給葵映画、1974年8月公開 - 主演
- 『性艶みだら海女』 : 監督関孝二、製作・配給関東ムービー配給社、1974年8月公開 - 主演
- 『セックスビジネス 性専門』 : 監督佐々木元、製作大東映画、1974年8月公開
- 『熱い肉感』 : 監督・脚本西原儀一、製作・配給葵映画、1974年9月公開
- 『情痴の悪党』 : 監督・脚本西原儀一、製作・配給葵映画、1974年10月公開 - 主演
- 『団地妻色競べ』 : 監督関孝二、製作・配給関東ムービー配給社、1974年10月公開 - 主演
- 『熟れた欲情』 : 監督佐々木元、製作大東映画、1974年10月公開
- 『強烈!! 同性愛』 : 監督・脚本西原儀一、製作・配給葵映画、1974年11月公開
- 『史上最大のヒモ 濡れた砂丘』 : 監督依田智臣、脚本深尾道典、主演川谷拓三、製作東映京都撮影所、配給東映、1974年12月21日公開（成人映画・映倫番号 18029） - 出演・「靖子」役
- 『秘事』 : 監督・脚本西原儀一、主演小杉じゅん、製作・配給葵映画、1974年12月公開
- 『新婚初夜の秘技』 : 監督関孝二、製作・配給関東ムービー配給社、1974年12月公開 - 主演

### 1975年
- 『エロ・ガキ道』 : 監督・脚本西原儀一、主演小杉じゅん、製作・配給新東宝映画、1975年1月公開
- 『肉体開花』 : 監督三川和井、製作・配給大蔵映画、1975年2月8日公開 - 主演
- 『東西性豪色くらべ』 : 監督関孝二、製作関東ムービー配給社、配給大蔵映画、1975年2月18日公開
- 『初夜絵草紙』 : 監督南雲孝、主演仁科鳩美、製作・配給ミリオンフイルム、1975年2月公開 - 主演
- 『淫婦』 : 監督・脚本西原儀一、共演小杉じゅん、製作・配給新東宝映画、1975年2月公開 - 主演
- 『密通』 : 監督・脚本・撮影西原儀一、製作・配給新東宝映画、1975年4月公開 - 主演
- 『人妻売春』 : 監督・撮影西原儀一、製作・配給新東宝映画、1975年5月公開 - 主演
- 『牝の牙』 : 監督・脚本・撮影西原儀一、製作・配給新東宝映画、1975年6月公開 - 主演
- 『金色性魔』 : 監督影山明文、製作ワールド映画、配給大蔵映画、1975年7月15日公開
- 『好奇心夫人』[11]（改題『暴行好奇心夫人』[6][11]） : 監督東元薫、主演仁科鳩美、製作日本シネマ、配給新東宝映画、1975年7月公開 - 出演、53分・『暴行好奇心夫人』題の上映用プリントをNFCが所蔵[6]
- 『白衣の私生活』 : 監督・脚本・撮影西原儀一、製作・配給新東宝映画、1975年8月公開 - 主演
- 『好色乱れ舞い』 : 監督影山明文、製作ワールド映画、配給大蔵映画、1975年9月16日公開 - 主演
- 『銀行2億円事件 性男と淫女たち』 : 監督小川卓寛、製作・配給大蔵映画、1975年10月28日公開 - 主演
- 『看護婦(秘)売春』 : 監督・脚本・撮影西原儀一、製作・配給新東宝映画、1975年10月公開
- 『女教師 真昼のわななき』 : 監督・脚本・撮影西原儀一、製作NP葵映画、配給新東宝興業、1975年11月公開 - 主演・「沢田由紀」役、59分の上映用プリントをNFCが所蔵[6]
- 『女高生と(秘)玩具』 : 監督関孝二、製作関東ムービー配給社、配給大蔵映画、1975年12月8日公開 - 主演
- 『金髪トルコ嬢 (秘)SEX狂宴』 : 監督沢賢介、製作・配給大蔵映画、1975年12月27日公開
- 『昭和外道性姦史』 : 監督・脚本・撮影西原儀一、製作・配給新東宝映画、1975年12月公開

### 1976年
- 『看護婦 再生処女』 : 監督・脚本・撮影西原儀一、製作・配給新東宝映画、1976年1月公開 - 主演
- 『快楽の頂点』 : 監督名和三平、製作・配給大蔵映画、1976年2月3日公開 - 主演・「李子」役
- 『性科専門女医』 : 監督関孝二、主演小杉じゅん、製作・配給大蔵映画、1976年2月3日公開
- 『恍惚の初体験』 : 監督小川卓寛、製作・配給大蔵映画、1976年2月14日公開
- 『玉割り人ゆき 西の廓夕月楼』 : 監督牧口雄二、脚本田中陽造、主演潤ますみ、製作東映京都撮影所、配給東映、1976年2月14日公開（成人映画・映倫番号 18394） - 出演・「酌婦」役、64分の上映用プリントが現存[16][17]
- 『トルコ乱れ花』 : 製作真湖道代、企画渡辺忠、監督山本晋也、製作ワタナベプロダクション、配給日活、1976年3月6日公開 - 主演
- 『痴女 裸の暴走』 : 監督関孝二、製作・配給大蔵映画、1976年3月6日公開
- 『大天狗 特ダシ一家』 : 監督岡本愛、製作・配給新東宝映画、1976年3月公開
- 『戦後猟奇犯罪史』 : 監督牧口雄二、製作東映京都撮影所、配給東映、1976年6月19日公開（映倫番号 18699） - 出演・「中村スミ」役、78分の上映用プリントが現存[16]
- 『性処女 ひと夏の経験』 : 監督蔵原惟二、脚本中島丈博、撮影姫田真佐久、製作・配給日活、1976年7月21日公開（成人映画・映倫番号 18758） - 出演・「谷口ミユキ」役
- 『(秘)夜這い 後家ころがし』 : 企画渡辺忠、監督代々木忠、主演安田清美、製作ワタナベプロダクション、配給日活、1976年7月31日公開
- 『痴漢快楽境』 : 監督関孝二、製作・配給大蔵映画、1976年7月31日公開 - 主演
- 『残酷縛絵伝奇』[11]（改題『谷ナオミ 縛り責め』[6][11]『残虐の女拷問』） : 監督山本晋也、脚本荒井晴彦、主演谷ナオミ、製作・配給新東宝興業、1976年8月公開 - 出演、『谷ナオミ 縛り責め』題でNFCが上映用プリントを所蔵[6]・『残虐の女拷問』題でDVD発売
- 『徳川女刑罰絵巻 牛裂きの刑』 : 監督牧口雄二、製作東映京都撮影所、配給東映、1976年9月4日公開（映倫番号 18799） - 出演、80分の上映用プリントが現存[16]
- 『混浴温泉穴場名所』 : 監督関孝二、製作・配給大蔵映画、1976年12月26日公開

### 1977年
- 『深夜の美人局 あなたまかせ』 : 監督桂英二、製作プロダクション鷹、配給ミリオンフィルム、1977年2月公開 - 主演
- 『ネオン街の罠 夜の履歴書』 : 監督・脚本・撮影西原儀一、製作・配給新東宝映画、1977年2月公開 - 主演
- 『変態婦人科医』 : 監督早坂絋、製作関東ムービー配給社、配給大蔵映画、1977年3月4日公開
- 『脱獄犯 皆殺しの欲情』 : 監督・脚本・撮影西原儀一、共演小杉じゅん、製作・配給新東宝映画、1977年3月公開 - 主演
- 『暴行燗熟未亡人』 : 監督・脚本西原儀一、主演原悦子、製作・配給新東宝映画、1977年5月公開
- 『秘境 夜這い村』 : 監督関孝二、製作・配給大蔵映画、1977年9月20日公開
- 『邪性のからみ合い』 : 監督堀越善明、製作・配給大蔵映画、1977年9月30日公開
- 『OLの休日 ひだのみだれ』 : 製作向江寛城、監督・脚本東元薫、製作ユニバースプロダクション、配給東映ビデオ、1977年9月公開 - 主演・「八代洋子」役
- 『恥かしめる』 : 監督・撮影西原儀一、製作・配給新東宝映画、1977年9月公開 - 主演
- 『非行女高生 初体験』 : 監督北見一郎、製作・配給大蔵映画、1977年10月20日公開
- 『女子学生を襲う』 : 監督東元薫、製作・配給新東宝映画、1977年11月公開 - 主演
- 『裂け目を狙え』 : 監督大門登、製作東洋フィルム、配給ミリオンフィルム、1977年11月公開 - 主演
- 『痴漢横丁 濡れたいの』 : 監督関孝二、製作関東ムービー配給社、配給ミリオンフィルム、1977年12月公開

### 1978年
- 『悶絶痴漢船』 : 監督久我剛、製作青年群像、配給ミリオンフィルム、1978年1月公開 - 主演
- 『異常情痴事件 剃る』 : 監督・脚本・撮影西原儀一、製作・配給新東宝映画、1978年3月公開 - 主演
- 『衝撃!縄夫人』 : 製作向江寛城、監督東元薫、製作ユニバースプロダクション、配給東映セントラルフィルム、1978年7月公開

### 1979年
- 『セミドキュメント 浮気妻を覗く』 : 製作真湖道代、企画渡辺忠、監督中村幻児、製作ワタナベプロダクション、配給にっかつ、1979年1月6日公開 - 主演
- 『もう一度襲る!』 : 監督・脚本・撮影西原儀一、製作・配給新東宝映画、1979年1月公開 - 主演
- 『変質者若妻暴行』 : 監督梅沢薫、製作・配給新東宝映画、1979年4月公開 - 主演
- 『女教室 襲う』 : 監督・脚本・撮影西原儀一、製作・配給新東宝映画、1979年5月公開 - 主演
- 『犯しの季節』 : 監督・脚本・撮影西原儀一、製作・配給新東宝映画、1979年7月公開
- 『セックスショック 暴行』 : 監督北見一郎、製作・配給大蔵映画、1979年8月11日公開
- 『女刑務所 変態』 : 監督高橋伴明、製作・配給新東宝映画、1979年8月公開
- 『満開トルコ 指の囁き』 : 監督北見一郎、主演中野リエ、製作・配給大蔵映画、1979年9月1日公開
- 『性犯魔』 : 監督小川和久、製作・配給大蔵映画、1979年9月11日公開
- 『猟色犯し妻』 : 監督・脚本・撮影西原儀一、製作・配給新東宝映画、1979年9月公開
- 『セックスドキュメント つれ込む!』 : 監督渡辺護、製作獅子プロダクション、配給ミリオンフィルム、1979年10月9日公開
- 『痴漢の女王』 : 監督大野裕司、製作獅子プロダクション、配給東映セントラルフィルム、1979年10月公開 - 主演
- 『女教師 強烈な遊戯』 : 監督北見一郎、製作・配給大蔵映画、1979年11月21日公開
- 『痴漢濡れ濡れ』 : 監督小川和久、主演三条まゆみ、製作・配給大蔵映画、1979年12月31日公開
- 『痴漢地獄』 : 監督大野裕司、製作獅子プロダクション、配給東映セントラルフィルム、1979年12月公開 - 主演
- 『真昼の暴行魔』[7][11]（『白昼の暴行魔』[1]） : 監督・脚本・撮影西原儀一、製作・配給新東宝映画、1979年12月公開 - 主演

### 1980年
- 『団地妻のけぞり』 : 監督北見一郎、製作・配給大蔵映画、1980年1月11日公開
- 『変態夫婦』 : 監督関孝二、製作・配給大蔵映画、1980年1月21日公開
- 『女囚異常性愛』 : 監督北見一郎、製作・配給大蔵映画、1980年2月1日公開
- 『あつく開いて』 : 監督大門登、製作・配給ミリオンフイルム、1980年2月5日公開
- 『悶絶責め』 : 監督大野裕司、製作獅子プロダクション、配給東映セントラルフィルム、1980年2月公開
- 『看護婦 秘密』 : 監督・脚本・撮影西原儀一、製作・配給新東宝映画、1980年2月公開
- 『緊縛色地獄』 : 監督北見一郎、製作・配給大蔵映画、1980年3月21日公開
- 『S・M決定版 鎖と牝犬』 : 監督宗豊、製作獅子プロダクション、配給東映セントラルフィルム、1980年3月公開
- 『金髪トルコ 泡立ち昇天』[7][11]（『外人トルコ 泡立ち昇天』） : 監督北見一郎、製作北見組、配給大蔵映画、1980年4月21日公開 - 主演
- 『襲われた人妻』 : 監督・脚本・撮影西原儀一、製作・配給葵映画、1980年4月公開
- 『暴行現行犯』 : 監督北見一郎、製作北見組、配給大蔵映画、1980年5月31日公開
- 『凌辱!! 女医の叫び』 : 監督大野裕司、製作獅子プロダクション、配給東映セントラルフィルム、1980年5月公開 - 主演
- 『むきむき夫人』 : 監督梅沢薫、製作獅子プロダクション、配給東映セントラルフィルム、1980年10月公開 - 主演
- 『人妻悶絶興奮』 : 監督・脚本・撮影西原儀一、製作葵映画、配給新東宝映画、1980年12月公開 - 主演
- 『乱熟ポルノ 潮吹き三姉妹』 : 監督大門登、共演栄雅美・蘭童セル、製作関プロダクション、配給ミリオンフイルム、1980年12月公開 - 主演
- 『淫蕩未亡人』 : 監督北見一郎、主演三条まゆみ、製作北見組、配給大蔵映画、1980年12月公開

### 1981年 - 1983年
- 『婦女連続暴行』 : 監督北見一郎、主演三条まゆみ、製作・配給大蔵映画、1981年1月公開
- 『悶絶暴行魔』 : 監督北見一郎、製作・配給大蔵映画、1981年6月公開
- 『女子大生 セックス卒業試験』 : 監督・脚本・撮影西原儀一、製作・配給新東宝映画、1982年11月公開
- 『若妻縄で濡れる』 : 監督北見一郎、製作・配給大蔵映画、1982年11月公開
- 『縄で悶絶』 : 監督北見一郎、製作・配給大蔵映画、1983年2月公開
- 『官能夫人 覗かれた裏窓』 : 監督大野祐司、共演坂本昭、製作獅子プロダクション、配給東映セントラルフィルム、1983年3月公開 - 主演
- 『淫乱痴漢みんな病気』 : 監督荻西太郎、製作・配給東活、1983年5月公開 - 出演・「母」役
- 『泣き縄 黒髪無残』 : 監督宗豊、製作獅子プロダクション、配給東映セントラルフィルム、1983年6月公開
- 『女子大生・OL 出張変態部屋』 : 監督珠瑠美、製作・配給新東宝映画、1983年12月公開

### 1984年
- 『女医淫ら責め』 : 監督木俣堯喬、製作・配給ミリオンフイルム、1984年2月公開
- 『人妻暴行現場』 : 監督北見一郎、製作・配給大蔵映画、1984年2月公開
- 『痴漢オーガズム電車』 : 監督北見一郎、製作・配給大蔵映画、1984年3月公開
- 『股間連発テクニック』 : 監督和泉聖治、製作・配給新東宝映画、1984年4月公開
- 『(秘)白昼夢』 : 監督北見一郎、製作・配給大蔵映画、1984年6月公開
- 『痴漢個人レッスン』 : 監督北見一郎、主演三条まゆみ、製作・配給大蔵映画、1984年8月公開
- 『異常体験! むずむず夫人』 : 監督大野祐司、製作獅子プロダクション、配給東映セントラルフィルム、1984年9月公開
- 『便利屋ケンちゃん めんどう見ます』 : 監督西川卓、製作・配給大蔵映画、1984年9月公開
- 『愛獣 熱く凌す』 : 監督和泉聖治、脚本木俣堯喬、製作AMI企画、配給にっかつ、1984年10月20日公開（成人映画・映倫番号 111582） - 出演・「亡母・妙子」役、64分の上映用プリントをNFCが所蔵[6]
- 『騙しのテクニック』 : 監督飯泉大、製作・配給大蔵映画、1984年10月公開
- 『変態初夜』 : 監督増田俊光、製作・配給ミリオンフイルム、1984年11月公開
- 『ザ・ONANIE 本番』 : 監督北見一郎、製作・配給大蔵映画、1984年11月公開
- 『発情奴隷夫人』 : 監督梅沢薫、製作・配給新東宝映画、1984年11月公開（成人映画・映倫番号 111583） - 出演、57分の上映用プリントをNFCが所蔵[6]

### 1985年
- 『美女SMテクニック』 : 監督飯泉大、脚本北沢幸雄、主演伊藤清美、製作国映、配給新東宝映画、1985年1月公開 - 出演、62分の上映用プリントをNFCが所蔵[6]
- 『制服肉奴隷』 : 監督すずきじゅんいち、製作・配給にっかつ、1985年5月22日公開（成人映画・映倫番号 111776） - 出演・「橋本ときよ」役、64分の上映用プリントをNFCが所蔵[6]

## ビブリオグラフィ
国立国会図書館蔵書等にみる書誌である。
- 「読者のさじき 似顔絵集」丸山薫・泉ユリ・中村堯成・沢元静雄 : 『相撲』第18巻第7号通巻251号所収、ベースボールマガジン社、1969年6月発行、p. 192.
- 「新・魅力探検 泉ゆりの大胆なヌード」 : 『成人映画』第68号所収、現代工房、1971年発行